# Corona (Heilige)

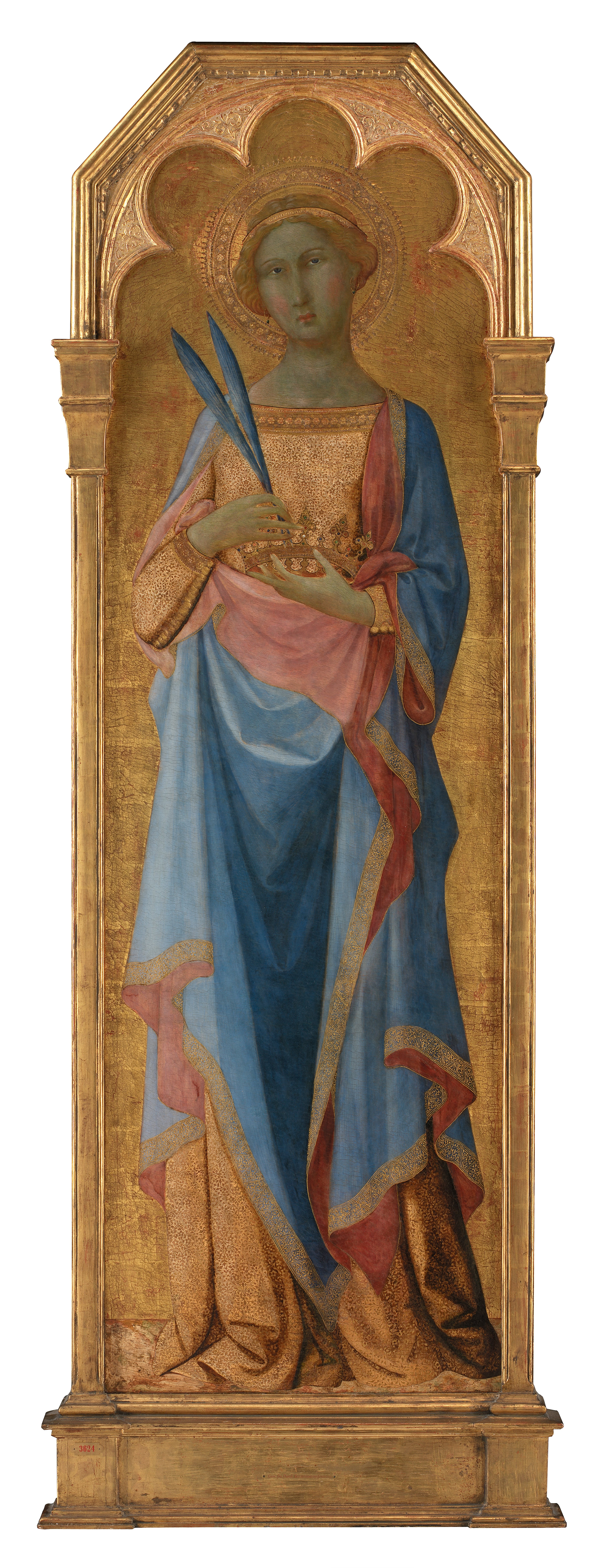
Hl. Corona mit zwei Palmzweigen und Krone, Tafel des St.-Victor-Altars, ursprünglich im Dom von Siena, vom Maestro di Palazzo Venezia (um 1350), heute Statens Museum for Kunst in Kopenhagen

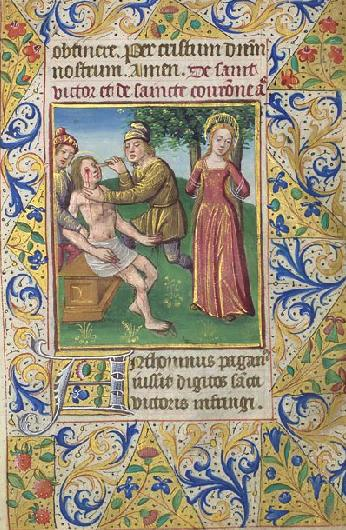
Die Blendung des hl. Victor und die an Palmen gefesselte hl. Corona, Miniaturmalerei, Paris um 1480

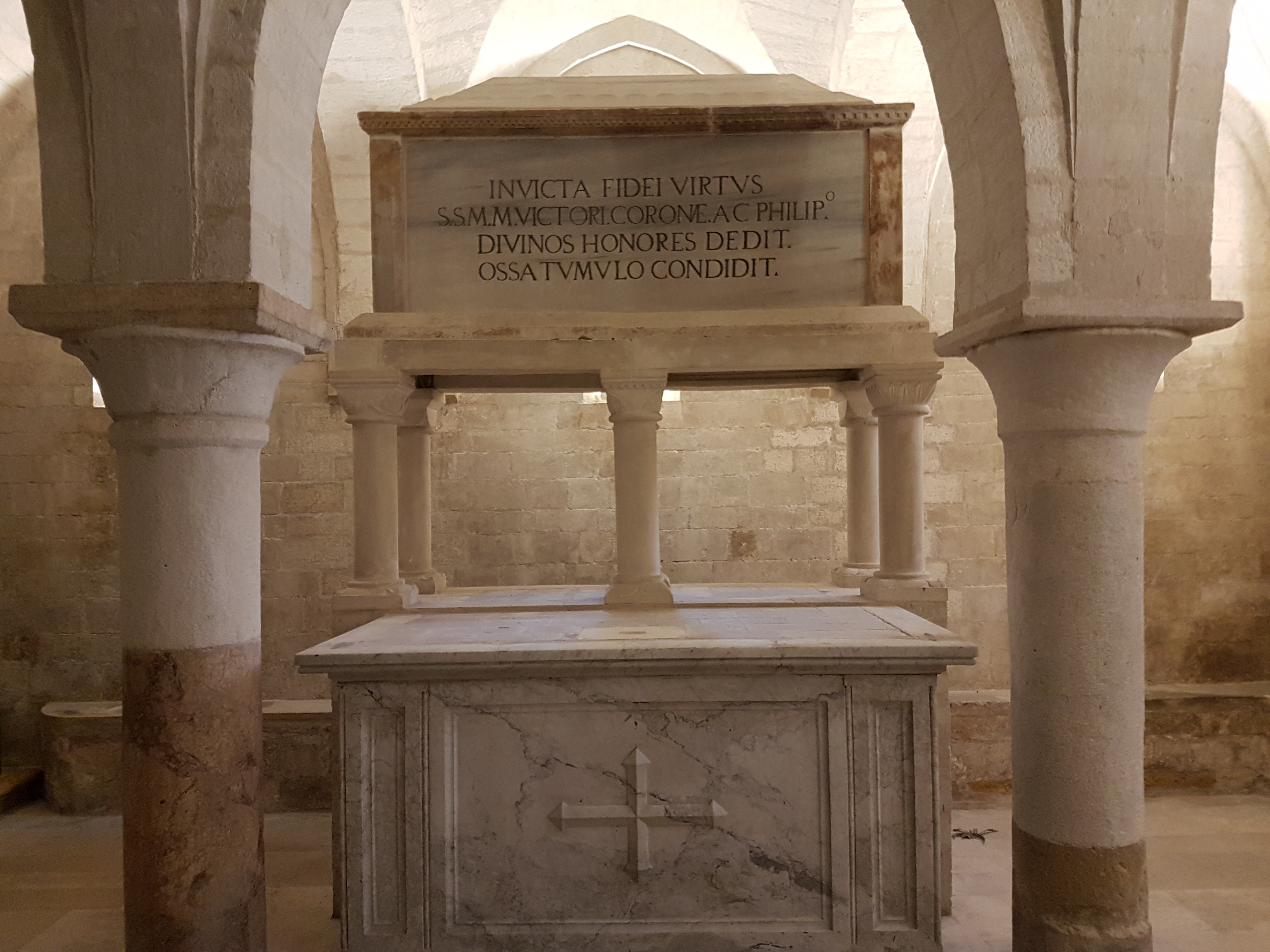
Sarkophag von Victor, Corona und Philipp in der Krypta von San Leopardo in Osimo, Erzbistum Ancona-Osimo

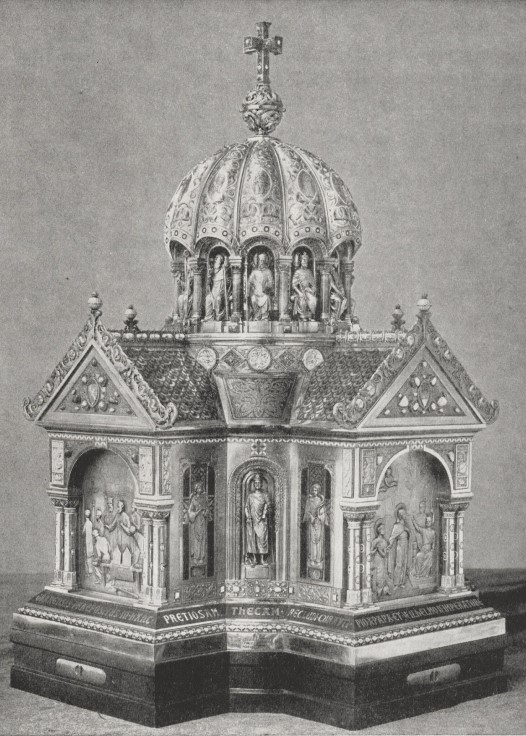
Corona-Leopardus-Schrein (1912) Aachener Domschatzkammer (Aufnahme 1913)

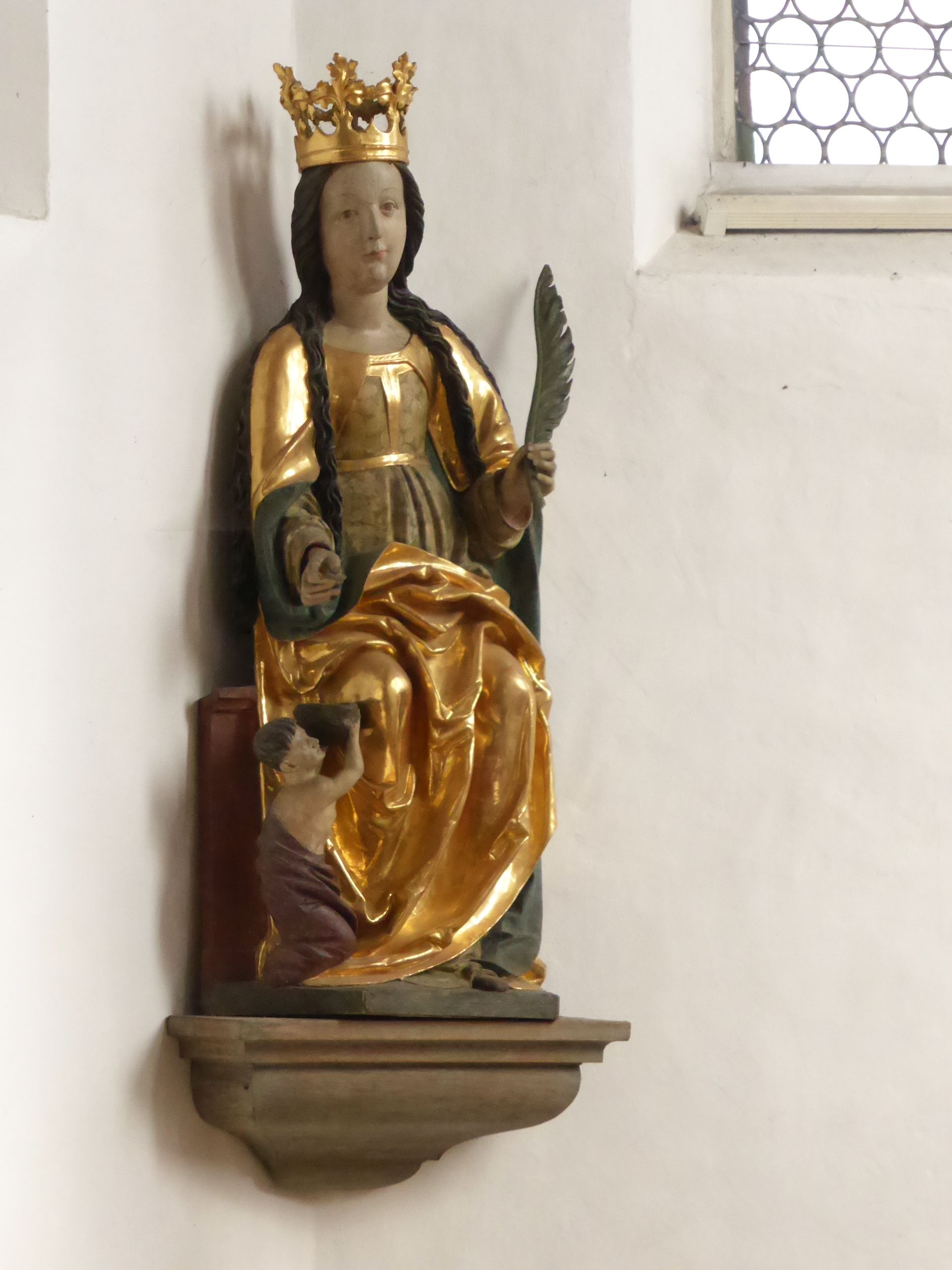
Corona mit Palmzweig und Münze für einen Bettler (um 1500), Wallfahrtskirche in Staudach

Die heilige Corona (Korona) oder auch Stephana (* um 160 in Ägypten oder Syrien; † 177) soll Legenden nach eine frühchristliche Märtyrerin gewesen sein. Sie ist nach katholischer Betrachtung die Patronin des Geldes, der Metzger und Schatzgräber.  Das Patronat in Geldangelegenheiten verdankt sie ihrem Beinamen, der auf Deutsch „Krone“ bedeutet, eine Bezeichnung für verschiedene Währungen. Der überlieferte Name Corona wird als Beiname gedeutet, weil er nach dem damaligen Sprachgebrauch ganz allgemein auf eine Märtyrin mit dem Symbol der Märtyrerkrone hindeutet; ihr genauer Name ist nicht bekannt.

## Überlieferung
Angaben über das Leben der Corona oder Stephana sind nicht historisch fassbar, sondern lediglich in verschiedenen Legenden überliefert. Der Tradition zufolge soll die Frau mit dem Beinamen Corona zur Zeit der Christenverfolgungen das Martyrium im Alter von 16 Jahren gemeinsam mit dem ebenfalls heiliggesprochenen Soldaten Victor von Siena erlitten haben. Während dieser gemartert wurde, soll die als Braut eines seiner Kameraden vermutete Corona ihn getröstet und ermutigt haben. Als sie von dem ägyptischen Statthalter Sebastian aufgefordert wurde, den römischen Göttern zu opfern, soll sie geantwortet haben: „Ich werde Corona genannt und du möchtest mich überreden, meine Krone (corona) zu verlieren?“ Darauf wurde sie festgenommen und hingerichtet, indem man sie mit Händen und Füßen an zwei herabgebogene Palmbäume fesselte, um sie beim Losbinden der Bäume auf grausame Weise in Stücke reißen zu lassen. Victor soll enthauptet worden sein. Andere Quellen berichten, dass Corona Victors Ehefrau gewesen sei (siehe dazu Victor und Corona).

## Verehrung

### Ausbreitung und Reliquienverehrung
Die Verehrung dieser frühchristlichen Märtyrin begann vermutlich in Ägypten und verbreitete sich zunächst im Orient und dann im Westen. Bereits im 6. Jh. sollen Reliquien über Zypern und Sizilien nach Italien gelangt sein. In Castelfidardo bei Osimo/Ancona gab es im frühen Mittelalter eine Kirche zu Ehren der Märtyrer Corona und Victor. Teile der dortigen Reliquien kamen 1191 nach Osimo bei Ancona.
Im 9. Jh. sind Reliquien in Feltre/Region Venetien nachgewiesen, für die man um 1100 die Basilika zu Ehren der Märtyrer Victor und Corona errichtete. Die Reliquien in Feltre wurden 1943 und 1981 untersucht mit dem Ergebnis, dass es sich um die sterblichen Überreste eines Mannes und einer Frau handelt; durch Pflanzenpollen konnten sie auf das 2. Jh. datiert und ihre Herkunft aus dem Mittelmeerraum bestätigt werden.
Reliquientranslationen der Heiligen Corona erfolgten bereits in der Regierungszeit des ersten deutschen Kaisers, des Liudolfingers Otto I. (962–973):
Im Jahre 964 gelangten Reliquien an das Stift Quedlinburg, der Memoria-Stätte für den am 2. Juli 936 verstorbenen ersten liudolfingischen König Heinrich I. Bei der nach einem Brand erforderlichen Neuweihe der Stiftskirche St. Servatius am 24. September 1021 in Anwesenheit des letzten Liudolfingers, Kaiser Heinrichs II., wird Corona unter den Heiligen genannt, die in einen ausschließlich weiblichen Heiligen gewidmeten Altar eingeschlossen wurden. Für das Jahr 1344 ist ein Coronaaltar belegt. Der Quedlinburger Domschatz enthält einen Coronaschrein; dieser ist spätgotisch und möglicherweise aus der Amtszeit der Äbtissin Adelheid IV. von Isenburg (1405–1435), da das Wappen der Isenburger und ein nicht identifiziertes Wappen auf den Stirnseiten des Schreines abgebildet sind.
Im mittelalterlichen Bremer Dom, in den 965 der Heiligen zugeschriebene Reliquien gebracht wurden, muss es eine bedeutende Corona-Verehrung gegeben haben, wie hier gefundene Pilgerzeichen und drei Skulpturen im Dom nahelegen.
Ebenso verehrte sie der Liudolfinger Kaiser Otto III., der nach seiner Kaiserkrönung im Jahre 996 Corona-Reliquien zusammen mit Reliquien des hl. Leopardus von Otricoli in Umbrien nach Aachen überführen ließ. Beide Heiligen wurden zu Mitpatronen des Aachener Marienstiftes erhoben. Die Blei-Reliquiare aus dem frühen 11. Jahrhundert wurden 1843 wieder aufgefunden. Deren Inhalt wurde im neobyzantinischen Corona-Leopardus-Schrein des Aachener Doms eingebettet, der in den Jahren 1911/1912 durch den Aachener Goldschmied Bernhard Witte geschaffen worden war und 2020 restauriert wird. Die in den Portalnischen des Corona-Leopardus-Schreins angebrachten Reliefs zeigen Darstellungen des Martyriums von Corona und Leopardus, die Überführung der Reliquien nach Aachen durch Otto III. und die Hebung der Bleisärge im Jahr 1910. In den Nischen der Kreuzarme sind Statuetten der Kaiser Otto I., Otto II., Otto III. und Heinrich II., jeweils flankiert von zwei Engeln mit Palmzweigen.
Ein Bleiglasfenster (um 1270) im Straßburger Münster zeigt die hl. Corona auf einem Sockel stehend und über sich einen Baldachin, leicht nach rechts gewendet, mit gelbem Kleid, blauem Mantel und weißem Schleier, mit Palmzweig und Diadem-Krone; um den blauen Nimbus mit gelber Perlschnur verläuft die Umschrift „S. C O R O N A“. Eine Abbildung befindet sich im Ökumenischen Heiligenlexikon unter „Corona“.
Im 14. Jh. brachte Kaiser Karl IV. Corona-Reliquien von Feltre/Region Venetien in den Prager Dom. In der Folgezeit verbreitete sich die Corona-Verehrung in Böhmen und Niederösterreich sowie in Ober- und Niederbayern, wo Wallfahrtskirchen errichtet wurden.

### Gedenktag
Der kirchliche Gedenktag der Märtyrin Corona ist nach dem Martyrologium Romanum der 14. Mai.

### Patronate und Patrozinien
In Niederösterreich und vor den Toren Wiens gibt es zwei nach der hl. Corona benannte Ortschaften: St. Corona am Wechsel und St. Corona am Schöpfl bei Altenmarkt im Wienerwald. Weitere Orte der Verehrung sind im LThK und im Ökumenischen Heiligenlexikon aufgeführt.
Vom 15. Jh. an wurden im Zuge der Verbreitung der Corona-Verehrung auch in Bayern zahlreiche Kirchen mit dem Patrozinium der Märtyrin Corona errichtet, wozu auch die Benediktinermönche von Kloster Niederaltaich an der Donau beigetragen haben.
Zu nennen sind in Bayern:

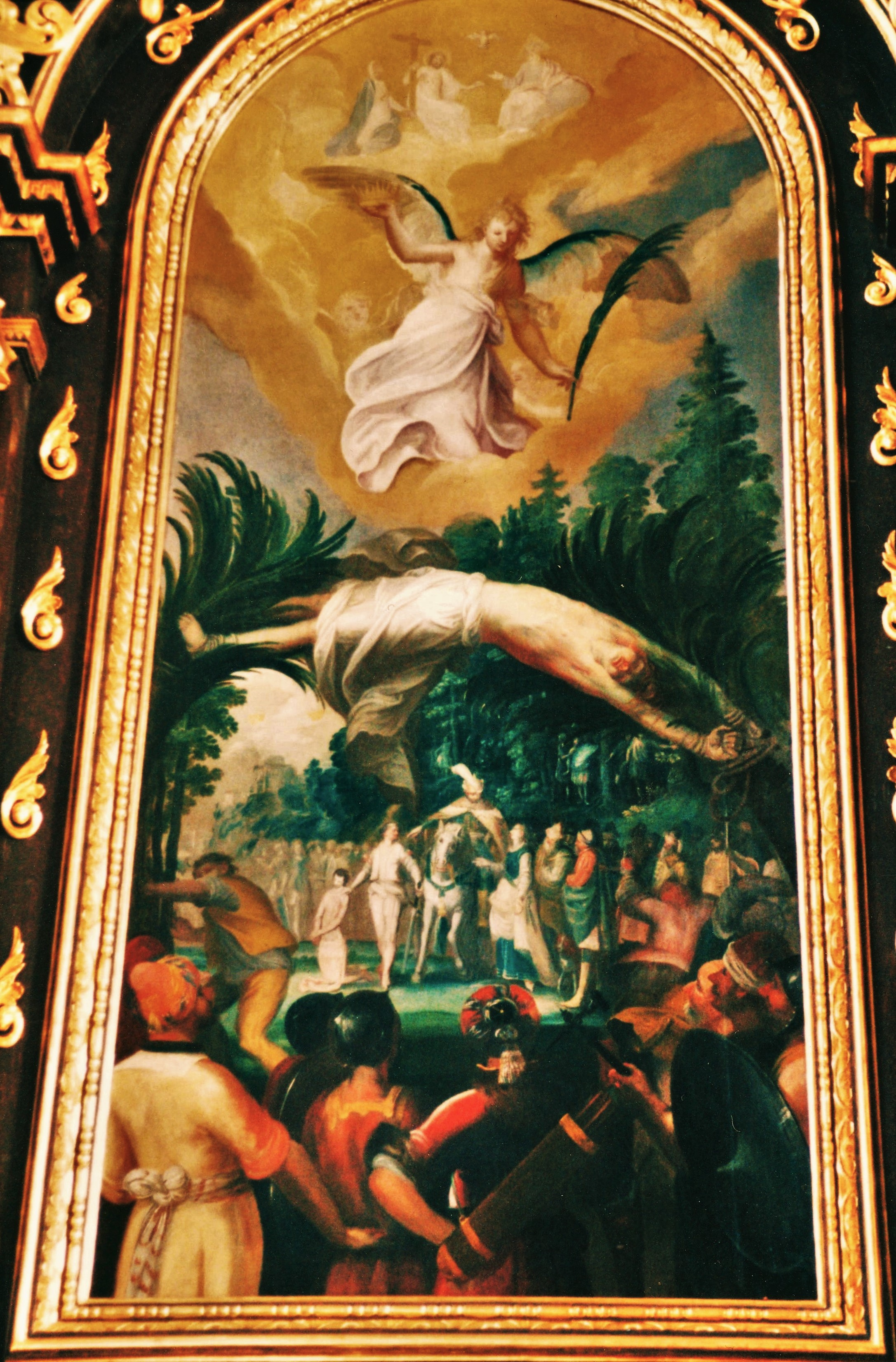
Corona-Martyrium, Altarblatt von Matthäus Lettenpichler aus Passau (um 1647) in der Wallfahrtskirche Ortenburg-Sammarei

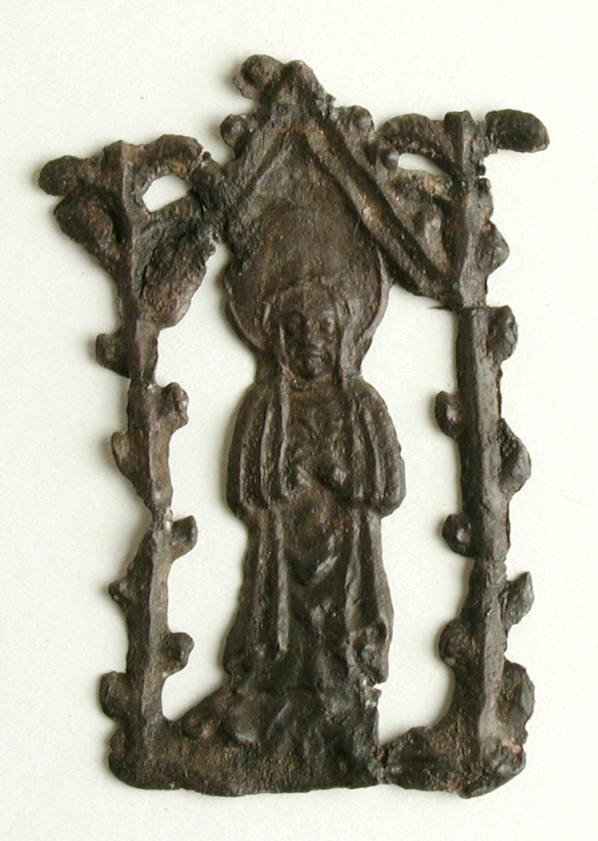
Heilige Corona zwischen zwei Palmen, Pilgerzeichen aus Blei, um 1400 (Focke-Museum Bremen)

- um 1480: Wallfahrtskirche St. Corona (Staudach), Gemeinde Massing/Niederbayern, mit Corona-Figur (um 1500)
- um 1480: Wallfahrtskirche Maria Krönung in Handlab bei Deggendorf mit Gnadenbild von 1480
- um 1493: Corona-Kapelle in Gaißach bei Bad Tölz mit Corona-Altarbild und Corona-Kelch (18. Jh.), heute in der Pfarrkirche von Gaißach
- Ende des 15. Jahrhunderts: Wallfahrtskirche St. Corona in Koppenwall bei Landshut
- die 1599 erstmals erwähnte Kapelle St. Corona (Arget), Gemeinde Sauerlach, Landkreis München
- um 1628: Wallfahrtskirche St. Corona in Altenkirchen (Frontenhausen), Niederbayern
- um 1645: Wallfahrtskirche Mariä Himmelfahrt (Sammarei) mit Gemälde des Corona-Martyriums am nördlichen Seitenaltar (um 1645)
- um 1675: Filialkirche St. Corona und Mariä Himmelfahrt in Niederaich bei Landshut
- um 1675: Wallfahrtskirche St. Korona in Korona (Passau) mit Altarbild von Matthias Lettenbichler
- Filialkirche St. Victor und Corona in Unterreit-Unterzarnham bei Mühldorf am Inn mit Gemälde von 1862
- 18. Jh.: Waldkapelle Groafrauerl in Bubach (Mamming) / Niederbayern. Ursprünglich Wallfahrtskapelle der hl. Corona, auf Bairisch: Groa (verkürzt aus Corona) und frauerl (Diminutiv für Frau), heute Marienkapelle. Die dort verehrte Corona-Statue aus dem 16. Jh. befindet sich inzwischen in der Pfarrkirche St. Peter in Bubach (linke Altarseite); es ist eine sitzende Corona mit Schatzkästchen in der rechten und Zepter in der linken Hand
- Filialkirche St. Corona in Oberndorf (Röhrnbach), Landkreis Freyung-Grafenau, Niederbayern, wo Wallfahrten zu Ehren der Kirchenpatronin stattfanden.

## Ikonographie
In der christlichen Kunst wird die hl. Corona in der Regel mit folgenden Attributen dargestellt: Nimbus, Krone und Palme als Attribute aller Märtyrer sowie Goldstück oder Schatzkästchen als Hinweis auf ihre Hilfe in Geldangelegenheiten. Das Attribut der Palme steht der zwischen zwei Palmen aufgehängten Märtyrin demnach aus beiden Gründen zu. Häufige Bildmotive sind Szenen ihres Martyriums: Fesseln der Arme und Beine zwischen zwei herabgezogenen Palmen, die beim Emporschnellen den Körper zerreißen, so etwa in einer Zeichnung von Johann Adam Stockmann († 1783) aber auch kreuzartiges Zerreißen oder Zersägen des Körpers.

## Brauchtum
In der Wallfahrtskapelle St. Corona bei Kirchberg am Wechsel, südlich von Wien, wurde die hl. Corona als Helferin bei Viehseuchen, gegen Unwetter und Missernten angerufen. Verallgemeinert und auch auf Humanseuchen übertragen, wird dieses Patronat im entsprechenden Artikel des Ökumenischen Heiligenlexikons aufgegriffen und findet sich so seit 2020 vielfach im Internet, aber nicht mit Belegen in sonstiger Fachliteratur. Ihre vereinzelte Verehrung als Patronin gegen Tierseuchen oder allgemein gegen Seuchengefahr rechtfertigt es daher nicht, sie als Pandemie-Heilige anzusehen und zu verehren. Gleichwohl veröffentlichte die Pfarrei St. Pankratius in Roding 2020, während der Coronavirus-Pandemie, eine Gebetsform mit Anrufung der heiligen Corona.
Die Bezeichnung des Virus SARS-CoV-2 (severe acute respiratory syndrome coronavirus) als „Corona-Virus“ ist von lat. „Corona“ (Kranz, Krone) abgeleitet; denn Coronaviren erscheinen unter dem Elektronenmikroskop kronenartig.
Aus der genannten Kapelle St. Corona am Wechsel ist das Wallfahrtslied Corona hoch erhoben aus diesem Erdental überliefert, das auf die Melodie des Kirchenlieds Gelobt sei Jesus Christus in alle Ewigkeit gesungen wird. Der Autor und die Entstehungszeit des Textes sind nicht bekannt.
Am gleichen Ort soll sie auch als Patronin der Holzfäller verehrt worden sein.
Das Corona-Gebet oder Kronengebet ist ein volksmagisches Ritual, das besonders im 17. und 18. Jahrhundert verbreitet war und zum Aufspüren verborgener Schätze diente. Es findet sich in mehreren Zauberbüchern, wie im so genannten 6. und 7. Buch Mosis. Die Schatzhebegebete wurden von vorgeblichen magischen Experten als vermeintlich sicheres Mittel zum Erlangen riesiger Reichtümer verkauft. Gerichtsprozesse der frühen Neuzeit, die sich mit magischer Schatzgräberei befassen, siedeln das Delikt meistenteils nicht in den Bereich der Magie an, sondern werten es als Betrug. Neben Corona war auch der heilige Christophorus ein beliebter Patron der Schatzsucher.
Die Heilige war auch namengebend für die seit 1907 bestehende Wiener Apotheke „Zur Heiligen Corona“ im 15. Bezirk.